# Pyton skalny
Pyton skalny (Python sebae) – gatunek dużego węża z rodziny pytonów (Pythonidae). Zamieszkuje całą Afrykę Centralną i niektóre fragmenty Afryki Południowej. Jest to obecnie największy wąż żyjący na tym kontynencie.

## Opis

### Wygląd
Ubarwienie jasno brązowe w ciemne plamki. Spód, w porównaniu do ciemnego grzbietu, stosunkowo jasny. Wąż bardzo muskularny i silny. Mocniejszą budowę posiada jedynie południowoamerykańska anakonda zielona.

### Wielkość i masa
Dorasta do 5 metrów długości i ponad 60 kilogramów masy. Niegdyś w Afryce podobno znaleziono i złapano okaz o długości 7,6 m, jednak nie są to informacje potwierdzone.

### Pożywienie
Pytony skalne żywią się wszystkim, co w danej chwili są w stanie upolować. Najczęściej są to duże zwierzęta kopytne np. impale. Przy odrobinie szczęścia uda im się złapać małpę. Większy posiłek starcza wężowi nawet na rok.

## Rozród
Gody odbywają od listopada do marca. Ciąża trwa 70–90 dni. Samica składa 30–40 jaj. Młode pytony są wyraźnie mniejsze od swoich rodziców – mierzą w granicach 60–70 cm. W naturze, pytony skalne dożywają 30 lat. Dojrzałość płciową natomiast zyskują w wieku 2–4 lat.

## Galeria

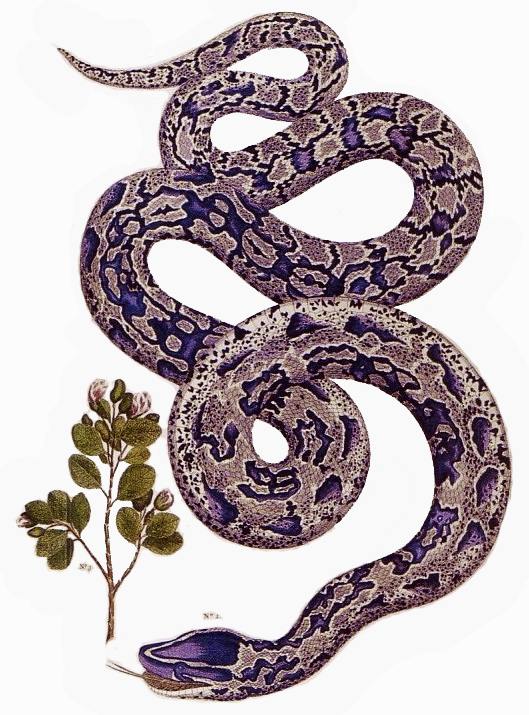
Ilustracja z XVIII wieku przedstawiająca pytona skalnego
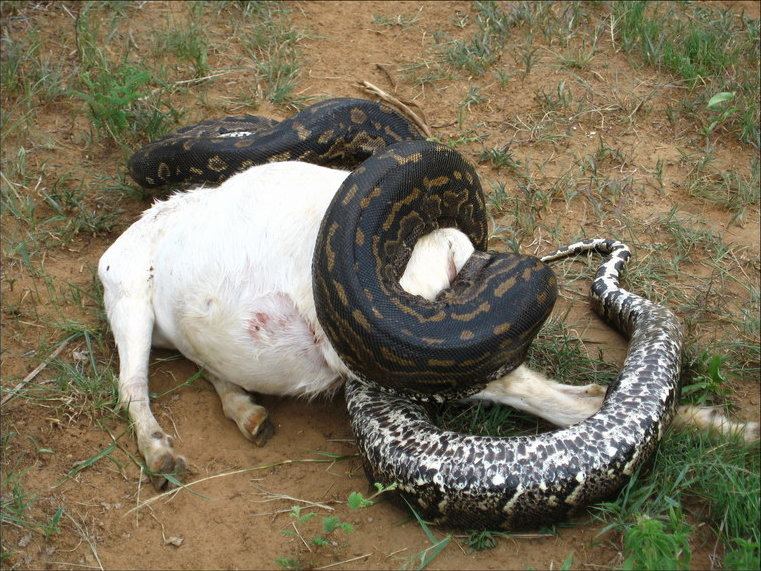
Pyton polujący na ciężarną kozę
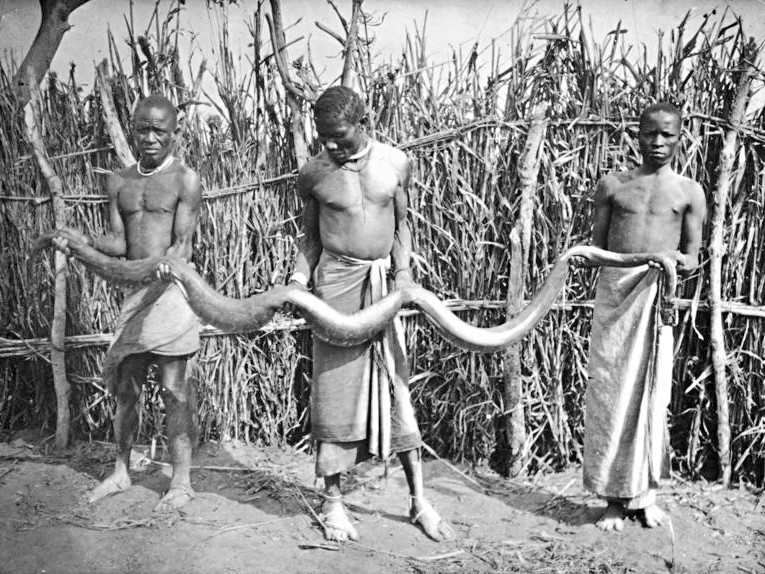
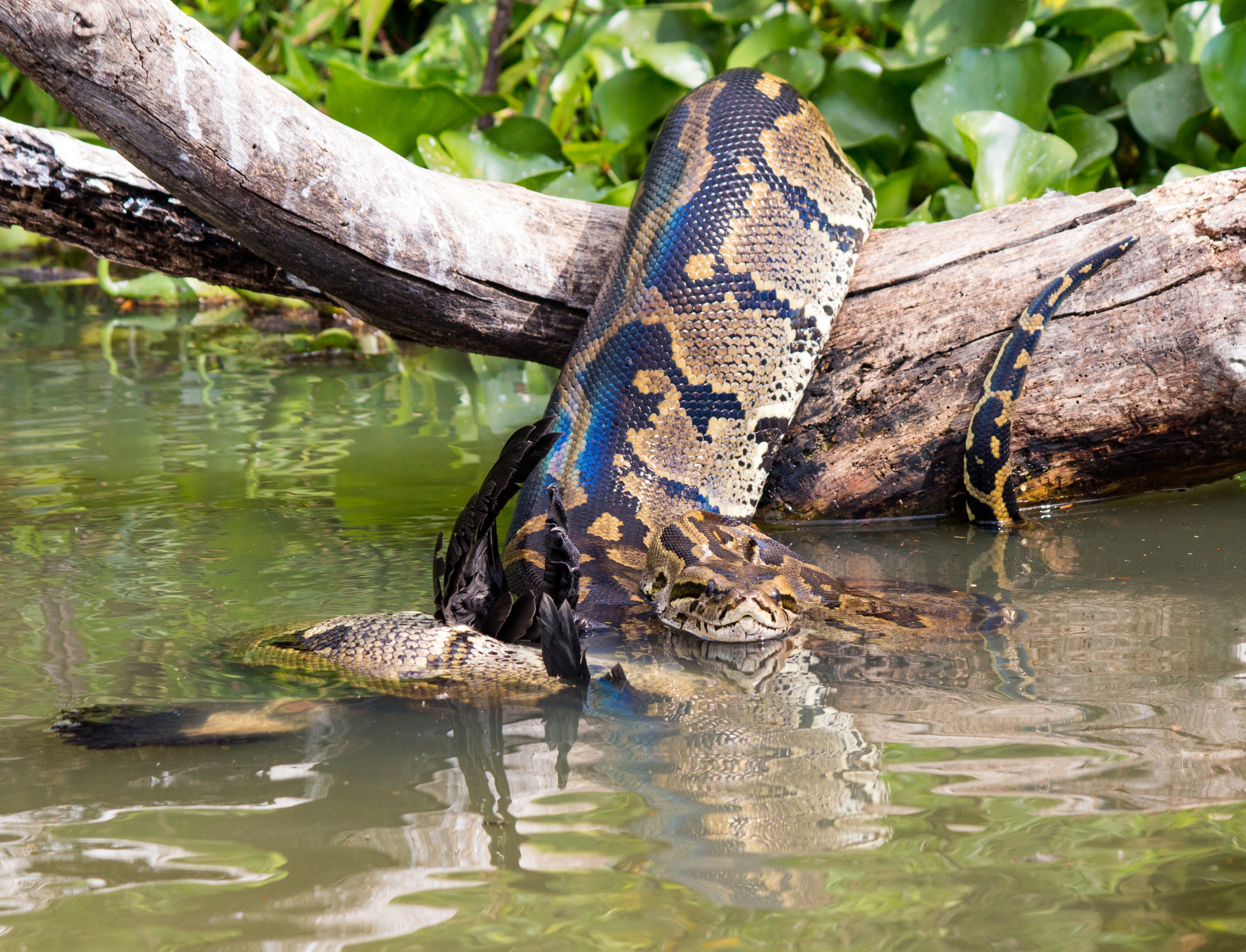